# Championnats d'Asie d'athlétisme 1998
Navigation
Les 12e Championnats d'Asie d'athlétisme se sont déroulés à Fukuoka, au Japon en juillet 1998.

## Résultats

### Hommes
| Épreuves | Or                                                         | Or             | Argent                                                  | Argent          | Bronze                                                       | Bronze         |
| --- | ---------------------------------------------------------- | -------------- | ------------------------------------------------------- | --------------- | ------------------------------------------------------------ | -------------- |
| 100 m | Zhou Wei Chine                                             | 10 s 39        | Watson Nyambek Malaisie                                 | 10 s 42         | Hiroyasu Tsuchie Japon                                       | 10 s 44        |
| 200 m | Koji Ito Japon                                             | 20 s 70        | Han Chaoming Chine                                      | 20 s 77         | Gennadiy Chernovol Kazakhstan                                | 20 s 92        |
| 400 m | Sugath Thilakaratne Sri Lanka                              | 44 s 61 CR     | Masayoshi Kan Japon                                     | 45 s 64         | Kenji Tabata Japon                                           | 45 s 69        |
| 800 m | Cheng Bing Chine                                           | 1 min 47 s 71  | Abdulhassan Abdulrahman Qatar                           | 1 min 47 s 74   | Mahmoud Al-Khairat Syrie                                     | 1 min 48 s 16  |
| 1500 m | Mohamed Suleiman Qatar                                     | 3 min 43 s 70  | Kiyonari Shibata Japon                                  | 3 min 44 s 38   | Cheng Bing Chine                                             | 3 min 44 s 92  |
| 5000 m | Toshinari Takaoka Japon                                    | 13 min 54 s 34 | Gulab Chand Inde                                        | 13 min 55 s 40  | Ahmed Ibrahim Warsama Qatar                                  | 13 min 58 s 35 |
| 10 000 m | Baek Seung-do Corée du Sud                                 | 30 min 12 s 26 | Toshihiro Iwasa Japon                                   | 30 min 12 s 57  | Gulab Chand Inde                                             | 30 min 14 s 69 |
| 3000 m steeple | Saad Shaddad al-Asmari Arabie saoudite                     | 8 min 31 s 13  | Yasunori Uchitomi Japon                                 | 8 min 33 s 40   | Hamid Sajjadi Iran                                           | 8 min 37 s 88  |
| 110 m haies | Chen Yanhao Chine                                          | 13 s 53 CR     | Qi Zhen Chine                                           | 13 s 74         | Andrey Sklyarenko Kazakhstan                                 | 13 s 86        |
| 400 m haies | Mubarak al-Nubi Qatar                                      | 48 s 71 CR     | Hideaki Kawamura Japon                                  | 49 s 69         | Kazuhiko Yamazaki Japon                                      | 49 s 81        |
| 20 km marche | Li Zewen Chine                                             | 1 h 27 min 58  | Yoshima Hara Japon                                      | 1 h 28 min 16   | Valeriy Borisov Kazakhstan                                   | 1 h 29 min 05  |
| 4 × 100 m | Chine Zhou Wei Lin Wei Yin Hanzhao Han Chaoming            | 39 s 03        | Japon                                                   | 39 s 30         | Qatar Jamal Abbas Hamed al-Dosari Jama Suleiman Saad Mubarak | 39 s 43        |
| 4 × 400 m | Japon Kenji Tabata Jun Osakada Shunji Karube Masayoshi Kan | 3 min 2 s 61   | Corée du Sud Kim Jae-da Shon Ju-il Kim Ho Kim Yong-hwan | 3 min 4 s 44 NR | Sri Lanka                                                    | 3 min 5 s 79   |
| Saut en hauteur | Zhou Zhongge Chine                                         | 2,30 m         | Lee Jin-taek Corée du Sud                               | 2,27 m          | Loo Kum Zee Malaisie                                         | 2,23 m         |
| Saut à la perche | Igor Potapovich Kazakhstan                                 | 5,55 m         | Aleksandr Korchagin Kazakhstan                          | 5,40 m          | Hideji Suzuki Japon                                          | 5,20 m         |
| Saut en longueur | Masaki Morinaga Japon                                      | 8,08 m         | Liu Hongning Chine                                      | 7,97 m          | Shigeru Tagawa Japon                                         | 7,96 m         |
| Triple saut | Duan Qifeng Chine                                          | 16,79 m        | Takanori Sugibayashi Japon                              | 16,50 m         | Takashi Komatsu Japon                                        | 16,38 m        |
| Lancer du poids | Bilal Saad Mubarak Qatar                                   | 19,17 m CR     | Liu Hao Chine                                           | 18,86 m         | Shakti Singh Inde                                            | 18,40 m        |
| Lancer du disque | Li Shaojie Chine                                           | 60,28 m        | Dashdendev Makhashiri Mongolie                          | 57,00 m         | Ajit Bhaduria Inde                                           | 55,46 m        |
| Lancer du marteau | Andrey Abduvaliyev Ouzbékistan                             | 76,67 m CR     | Koji Murofushi Japon                                    | 74,17 m         | Nikolay Davydov Kirghizistan                                 | 70,31 m        |
| Lancer du javelot | Zhang Lianbiao Chine                                       | 77,61 m        | Li Rongxiang Chine                                      | 77,48 m         | Mikio Tamura Japon                                           | 75,71 m        |
| Décathlon | Toru Yasui Japon                                           | 7439 pts CR    | Tomokazu Sugama Japon                                   | 7347 pts        | Ivan Yarkin Kazakhstan                                       | 7239 pts       |
| Records et Performances - AR : Record continental (area record) - CR : Record des championnats (championship record) - MR : Record du meeting (meet record) - NR : Record national (national record) - OR : Record olympique (olympic record) - PR : Record paralympique (paralympic record) - PB : Record personnel (personal best) - SB : Meilleure performance personnelle de la saison (season's best) - WL : Meilleure performance mondiale de l'année (world leader) - WJR : Record du monde junior (world junior record) - WR : Record du monde (world record) Circonstances et Conditions - DNF : N'a pas terminé (did not finish) - DNS : N'a pas pris le départ (did not start) - DQ : Disqualification (disqualification) - NM : Aucun essai valable enregistré (No Mark) - Q : Qualifié « directement » au prochain tour (ou à la prochaine compétition), lors d'une compétition majeure, grâce au classement ou à la réalisation des minima (automatic qualifier) - q : Qualifié au prochain tour (ou à la prochaine compétition), lors d'une compétition majeure, grâce au repêchage ou à la réalisation de l'une des meilleures performances parmi celles des « non qualifiés directement » (grâce au meilleur temps ou à la meilleure distance par exemple) (secondary qualifier) |                                                            |                |                                                         |                 |                                                              |                |

### Femmes
| Épreuves | Or                                                       | Or               | Argent                          | Argent         | Bronze                      | Bronze         |
| --- | -------------------------------------------------------- | ---------------- | ------------------------------- | -------------- | --------------------------- | -------------- |
| 100 m | Yan Jiankui Chine                                        | 11 s 39          | Cui Dangfeng Chine              | 11 s 42        | Govindasamy Shanti Malaisie | 11 s 60        |
| 200 m | Yan Jiankui Chine                                        | 23 s 00 =CR      | Huang Mei Chine                 | 23 s 21        | P.T. Usha Inde              | 23 s 27        |
| 400 m | Damayanthi Dharsha Sri Lanka                             | 51 s 23 =CR      | Svetlana Bodritskaya Kazakhstan | 52 s 46        | P.T. Usha Inde              | 52 s 55        |
| 800 m | Zhang Jian Chine                                         | 2 min 01 s 16 CR | Liu Jing Chine                  | 2 min 01 s 85  | Jyotirmoy Sikdar Inde       | 2 min 02 s 65  |
| 1500 m | Liu Jing Chine                                           | 4 min 12 s 76 CR | Wang Chunmei Chine              | 4 min 13 s 45  | Jyotirmoy Sikdar Inde       | 4 min 14 s 32  |
| 5000 m | Wang Chunmei Chine                                       | 15 min 49 s 48   | Liu Shixiang Chine              | 15 min 53 s 76 | Megumi Tanaka Japon         | 15 min 55 s 10 |
| 10 000 m | Liu Shixiang Chine                                       | 32 min 28 s 49   | Chiemi Takahashi Japon          | 32 min 32 s 99 | Aki Fujikawa Japon          | 32 min 48 s 05 |
| 100 m haies | Olga Shishigina Kazakhstan                               | 13 s 04 CR       | Feng Yun Chine                  | 13 s 10        | Sriyani Kulawansa Sri Lanka | 13 s 16        |
| 400 m haies | Li Rui Chine                                             | 55 s 80 CR       | Natalya Torshina Kazakhstan     | 56 s 34        | Hsu Pei-Ching TPE           | 57 s 09        |
| 10 000 m marche | Li Yuxin Chine                                           | 46 min 41        | Rie Mitsumori Japon             | 46 min 42      | Yuka Mitsumori Japon        | 47 min 01      |
| 4 × 100 m | Inde P. T. Usha Rachita Mistry E. B. Shyla Saraswati Dey | 44 s 43          | Japon                           | 44 s 45        | Thaïlande                   | 44 s 85        |
| 4 × 400 m | Chine                                                    | 3 min 33 s 48    | Inde                            | 3 min 34 s 04  | Japon                       | 3 min 35 s 71  |
| Saut en hauteur | Miki Imai Japon                                          | 1,94 m CR        | Yoko Ota Japon                  | 1,91 m         | Jin Ling Chine              | 1,88 m         |
| Saut à la perche | Peng Xiaoming Chine                                      | 4,00 m CR        | Masumi Ono Japon                | 3,80 m         | Chie Miyoshi Japon          | 3,70 m         |
| Saut en longueur | Guan Yingnan Chine                                       | 6,83 m CR        | Yu Yiqun Chine                  | 6,74 m         | Yelena Pershina Kazakhstan  | w 6,50 m       |
| Triple saut | Ren Ruiping Chine                                        | 14,11 m CR       | Wang Kuo-Huei TPE               | 13,30 m        | Maho Hanaoka Japon          | 13,24 m        |
| Lancer du poids | Li Meisu Chine                                           | 18,63 m          | Yu Juan Chine                   | 18,12 m        | Lee Myung-Sun Corée du Sud  | 17,66 m        |
| Lancer du disque | Yu Xin Chine                                             | 57,47 m          | Neelam Jaswant Singh Inde       | 56,81 m        | Xiao Yanling Chine          | 53,32 m        |
| Lancer du marteau | Gu Yuan Chine                                            | 61,86 m          | Aya Suzuki Japon                | 56,12 m        | Eriko Kubota Japon          | 48,48 m        |
| Lancer du javelot | Li Lei Chine                                             | 60,12 m          | Harumi Yamamoto Japon           | 55,41 m        | Gurmeet Kaur Inde           | 55,35 m        |
| Heptathlon | Ding Ying Chine                                          | 5846 pts         | Svetlana Kazanina Kazakhstan    | 5779 pts       | Ma Chun-Ping TPE            | 5489 pts       |
| Records et Performances - AR : Record continental (area record) - CR : Record des championnats (championship record) - MR : Record du meeting (meet record) - NR : Record national (national record) - OR : Record olympique (olympic record) - PR : Record paralympique (paralympic record) - PB : Record personnel (personal best) - SB : Meilleure performance personnelle de la saison (season's best) - WL : Meilleure performance mondiale de l'année (world leader) - WJR : Record du monde junior (world junior record) - WR : Record du monde (world record) Circonstances et Conditions - DNF : N'a pas terminé (did not finish) - DNS : N'a pas pris le départ (did not start) - DQ : Disqualification (disqualification) - NM : Aucun essai valable enregistré (No Mark) - Q : Qualifié « directement » au prochain tour (ou à la prochaine compétition), lors d'une compétition majeure, grâce au classement ou à la réalisation des minima (automatic qualifier) - q : Qualifié au prochain tour (ou à la prochaine compétition), lors d'une compétition majeure, grâce au repêchage ou à la réalisation de l'une des meilleures performances parmi celles des « non qualifiés directement » (grâce au meilleur temps ou à la meilleure distance par exemple) (secondary qualifier) |                                                          |                  |                                 |                |                             |                |

## Tableau des médailles
| Rang | Nation          | Or | Argent | Bronze | Total |
| ---- | --------------- | -- | ------ | ------ | ----- |
| 1    | Chine           | 26 | 13     | 3      | 41    |
| 2    | Japon           | 5  | 16     | 15     | 36    |
| 3    | Qatar           | 3  | 1      | 2      | 6     |
| 4    | Kazakhstan      | 2  | 4      | 4      | 10    |
| 5    | Sri Lanka       | 2  | 0      | 2      | 4     |
| 6    | Inde            | 1  | 3      | 8      | 12    |
| 7    | Corée du Sud    | 1  | 2      | 1      | 4     |
| 8=   | Arabie saoudite | 1  | 0      | 0      | 1     |
| 8=   | Ouzbékistan     | 1  | 0      | 0      | 1     |
| 10   | Taipei chinois  | 0  | 1      | 2      | 3     |
| 11   | Malaisie        | 0  | 1      | 1      | 2     |
| 12   | Mongolie        | 0  | 1      | 0      | 1     |
| 13=  | Iran            | 0  | 0      | 1      | 1     |
| 13=  | Kirghizistan    | 0  | 0      | 1      | 1     |
| 13=  | Syrie           | 0  | 0      | 1      | 1     |
| 13=  | Thaïlande       | 0  | 0      | 1      | 1     |